# Comté de Converse
Le comté de Converse est un comté de l'État du Wyoming dont le siège est Douglas. Selon le recensement de 2010, sa population est de 13 833 habitants.

## Autres localités
- Rolling Hills